# Piligenoides vittata
Piligenoides vittata là một loài ruồi trong họ Tachinidae.